# Kung Fu (série télévisée, 1972)
Cet article concerne la série télévisée originale de 1972. Pour le reboot de 2021, voir Kung Fu (série télévisée, 2021).
Pour les articles homonymes, voir Kung fu (homonymie).
Le Retour de Kung Fu

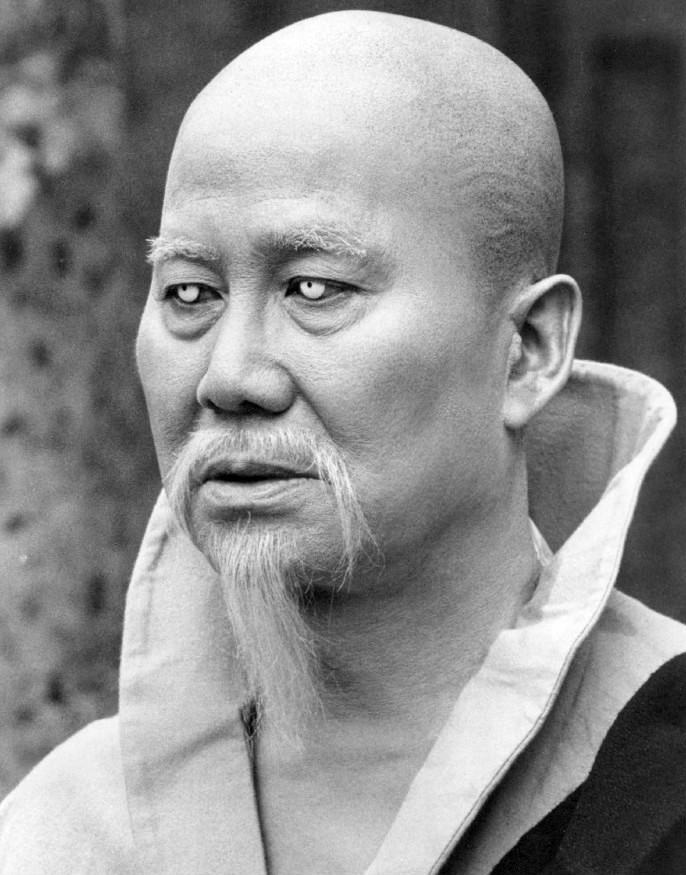
Keye Luke dans le rôle de maître Po.

Kung Fu est une série télévisée américaine en un pilote de 71 minutes et soixante-deux épisodes de 50 minutes, créés par Ed Spielman Jerry Thorpe et Herman Miller, diffusée entre le 14 octobre 1972 et le 26 avril 1975 sur le réseau ABC.
La série aura une suite avec deux téléfilms, Le Retour de Kung Fu (1986) et Kung Fu : La prochaine génération (1987) avec Brandon Lee présent dans les deux, et la série Kung Fu, la légende continue pendant quatre saisons dans les années 1990. Un reboot, simplement intitulé Kung Fu, est diffusé depuis 2021.

## Synopsis
Cette série raconte les aventures d'un moine shaolin, Kwai Chang Caine (« Petit Scarabée »), métis né d'un père américain et d'une mère chinoise, en fuite après avoir tué le neveu de l'empereur de Chine, qui a lui-même abattu le maître du héros.
Il se réfugie aux États-Unis pour échapper aux représailles des Chinois et part à la recherche de son demi-frère, Danny, installé dans le pays. Il voyage seul et à pied dans l'Ouest américain, travaillant occasionnellement pour survivre. Son allure atypique et le fait que sa tête a été mise à prix en font souvent la victime de desperados et de voyous. Contre eux, il ne dispose que d'une seule arme : son habileté dans les arts martiaux.

## Distribution
- David Carradine (VF : Marc de Georgi) : Kwai Chang Caine
- Keye Luke (VF : Pierre Leproux) : Maître Po
- Philip Ahn (VF : Georges Riquier) : Maître Kan
- John Leoning : Maître Teh
- Radames Pera (VF : William Coryn) : Caine enfant

## Résumés des épisodes

### Première saison (1972-1973)
1 (1-1) : Épisode pilote La voie du Tigre, le signe du Dragon (The way of the Tiger, the sign of the Dragon)
Kwai Chang Caine, moine shaolin et expert en arts martiaux, a été élevé et entraîné en Chine, mais il a dû fuir le pays après avoir assassiné le neveu de l'empereur. « Travailler, errer, me reposer quand je le peux », Caine est pourchassé par les troupes impériales et se réfugie aux États-Unis, pays d'origine de son père. Traversant l'Ouest américain, il débarque dans une petite ville où il s'attire très vite des ennuis. Cependant, grâce à l'aide d'un vieil homme chinois, il parvient à se faire engager comme ouvrier de chantier pour la construction d'une ligne de chemin de fer. Il réalise bien vite que la main d'œuvre essentiellement chinoise est littéralement exploitée, quitte à être sacrifiée pour le percement d'un tunnel, dont les travaux s'annoncent dangereux ! Mécontents de leurs conditions de travail, les ouvriers fomentent une révolte et Caine devient leur porte-parole. Il est loin de se douter qu'un mercenaire chinois est à sa recherche.
Le pilote révèle en outre les raisons pour lesquelles Caine doit quitter précipitamment la Chine. Il nous informe aussi sur les origines de Caine et son entrée dans le temple shaolin.
2 (1-2) : La Loi de la montagne (King of the Mountain)
Caine trouve du travail dans le ranch d'une jeune et belle veuve. Un chasseur de primes, décidé à le capturer pour gagner la récompense, se met à sa recherche.
3 (1-3) : L'Ange noir (Dark Angel)
À la recherche de ses racines paternelles, Caine fait la connaissance d'un vieux révérend, qui lutte tant bien que mal pour le compte de gens désœuvrés et déshérités, au sein d'une congrégation. Le vieil homme désire bâtir son église et Caine l'aide à reprendre goût à la vie, apprenant par ailleurs qu'il a un demi-frère, issu du premier mariage de son père et dénommé Danny.

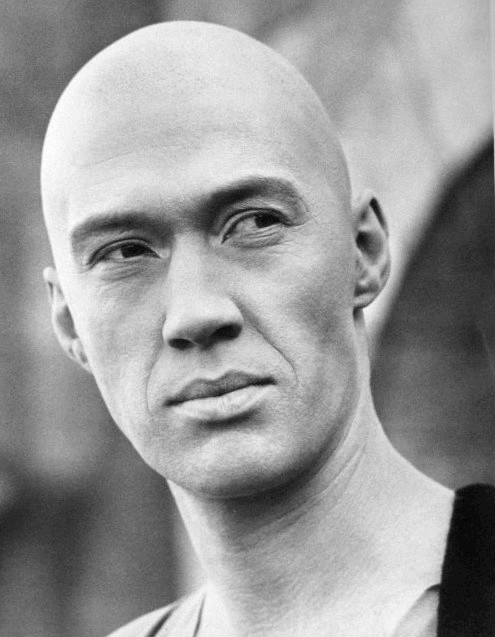
David Carradine joue le rôle de Caine.

4 (1-4) : Frère de sang (Blood Brother)
De passage dans un village où règnent intimidation et indifférence, Caine découvre avec surprise qu'un de ses condisciples du temple shaolin s'est établi dans la région. Mais la quête qu'il entreprend pour le retrouver est parsemée d'embuches. Des mystères entourent la disparition de son ami d'enfance, Lin Wu, et un groupe de jeunes notables voyous l'empêche d'accéder à la vérité, dont tout le village, étrangement gêné, semble s'accommoder.
5 (1-5) : Œil pour œil (An Eye for An Eye) (récompensé par 2 Emmy Awards)
Une famille cherche à se venger du soldat qui a violé leur fille, entraînant un engrenage de violence. Caine sera-t-il capable d'y mettre fin ?
6 (1-6) : L'Âme du guerrier (The Soul is the Warrior)
La recherche de son demi-frère Danny conduit Caine dans un ranch où il a travaillé par le passé. Le fils du propriétaire du ranch accuse Caine d'être en relation avec Danny, qui a récemment pris la fuite en compagnie de sa concubine. Considérant cette situation comme le vol de ce qu'il estime être sa propriété, le jeune homme haineux et rancunier prend Caine pour cible.
7 (1-7) : Neuf Vies pour une (Nine Lives)
Après la mort de la mascotte d'une équipe de mineurs, Caine et un de ses collègues se mettent en route pour chercher un autre chat. Mais au cours de ce périple, ils se retrouvent piégés au fond d'un puits que l'eau envahit à une vitesse effrayante.
8 (1-8) : La Marée (The Tide)
Un homme dont la tête est mise à prix peut faire l'objet de nombreuses convoitises : une femme veut capturer Caine afin d'utiliser la prime pour payer la caution de 10 000 USD qui libèrera son père. Un tueur, portant un badge de shérif, cherche tout simplement à s'enrichir.
9 (1-9) : Ombres sur le soleil (Sun and Cloud Shadow)
Caine est le médiateur dans un litige opposant un riche propriétaire terrien à des mineurs chinois, décidés à préserver l'exploitation d'une mine, dont le propriétaire foncier réclame que les bénéfices lui soient remis. Caine découvre également que, dans ce conflit, se trame un amour entre une jeune chinoise et l'un des fils du propriétaire foncier. Cet amour impossible peut-il réussir à survivre en dépit des positions obstinées de chacune des parties et des crimes racistes perpétrés de part et d'autre ?
10 (1-10) : La Mante religieuse (A Praying Mantis Kills)
De passage en ville, Caine est le témoin d'un cambriolage qui tourne au drame. Terrorisés par des menaces de mort proférées à leur encontre par les bandits, les quelques otages préfèrent se taire. Caine, qui ne craint pas les représailles, désigne les assassins au marshal. Ce dernier est tué et Caine, pris en chasse par les malfaiteurs, se retrouve avec le fils de celui-ci et l'époux d'une victime. En raison de son pacifisme, le fils du shérif obstiné par un désir de vengeance accuse Caine de lâcheté. Ce dernier va tout tenter pour lui prouver que les chemins de la violence n'ont aucun sens.
11 (1-11) : Alethea (Alethea)
Caine se lie d'amitié avec une jeune enfant, qui est témoin d'un crime crapuleux, dont Caine n'est pas l'auteur. Le témoignage de l'enfant va pourtant le conduire devant un tribunal. Accusé de meurtre, il est condamné à la pendaison.
12 (1-12) : Enchaînés (Chains)
Emprisonné dans un poste avancé de l'armée, Caine parvient à s'échapper, enchainé à son voisin de cellule, un véritable colosse. Il est poursuivi par un sergent déterminé à mettre la main sur les 10 000 dollars offerts pour la capture de Caine.
13 (1-13) : Superstition (Superstition)
Caine tombe dans le piège d'un shérif corrompu et sans scrupule, qui le condamne, en dépit de son innocence, à une peine d'emprisonnement dans un camp de mineurs, dans lequel règne une rare violence. Terrorisés par la superstition, les prisonniers meurent les uns après les autres dans d'étranges circonstances, mais rien n'arrêtera Caine, même la peur une malédiction.
14 (1-14) : La Pierre (The Stone)
Caine est témoin de l'agression d'un homme de couleur. Avec étonnement, il constate les prouesses de ce dernier, qui parvient sans difficulté à se défaire de ses assaillants. Dans la bousculade, l'homme perd un diamant d'une valeur inestimable et accuse Caine de le lui avoir dérobé. Caine est contraint, malgré lui, de devoir affronter le propriétaire du diamant, un descendant d'esclave, d'origine brésilienne, et maître dans l'art de la Capoeira.
15 (1-15) : Le Troisième Homme (The Third Man)
Caine croise sur sa route un joueur de poker. Chanceux au jeu, ce dernier est tué par des voyous qui convoitaient ses gains. Caine part à la recherche de ses meurtriers pour éclaircir le mystère de sa mort, et rendre à son épouse l'argent qui lui revient.
16 (1-16) : Le Vieux Guerrier (The Ancient Warrior)
Caine fait la connaissance d'un ancien guerrier indien décidé à regagner la terre de ses ancêtres pour y mourir en paix, mais sur le cimetière dans lequel il désire reposer, s'est construite entre-temps, une ville violente, où les habitants vivent dans la haine des indiens.

### Deuxième saison (1973-1974)
17 (2-1) : Le Puits (The Well)
Dans une période de grave sécheresse, et après avoir bu de l'eau souillée, Caine, inconscient et malade, est recueilli et soigné par une famille de fermiers noirs. Le père de famille, un ancien esclave, qui a retrouvé sa liberté après s'être enfui, possède un puits rempli d'eau, qu'il cache et qui lui permet d'assurer convenablement la survie des siens. Mais blessé par les souffrances du passé, qui lui rappellent sa situation d'ancien esclave, ce dernier refuse de partager son eau tant convoitée avec ses voisins blancs, victimes de la sécheresse.
18 (2-2) : L'Assassin (The Assassin)
Des querelles de plus en plus vives entre leurs familles ennemies séparent deux amants et amènent Caine à faire face à un ninja engagé par une des deux familles pour le tuer.
19 (2-3) : Le Calice (The Chalice)
Un jeune prêtre est tué lâchement par une bande de desperados, sous les yeux de Caine. Dans leur fuite, les malfrats se saisissent d'un calice. Le malheureux prêtre, dans ses derniers instants, supplie Caine de lui promettre qu'il ramènera le calice au monastère dont il dépend. Pour tenir sa promesse, Caine doit récupérer le calice des mains d'une bande de tueurs sans scrupules tout en surveillant les agissements d'un mystérieux mercenaire à l'allure d'un justicier, bien décidé à s'emparer lui aussi du calice.
20 (2-4) : Le Sorcier (The Brujo)
Un vieil homme paralyse tout un village par la peur et la mort, mais Caine, qui a déjà été sous l'influence d'un sorcier quand il était enfant et disciple au temple shaolin, sait comment combattre ce mal.
21 (2-5) : L'Esprit du Bien (The Spirit Helper)
Un jeune indien est convaincu que Caine est son guide spirituel. Surpris, Caine accepte néanmoins de l'accompagner dans le chemin de la maturité. Après avoir assisté innocemment à l'assassinat de son père, suivi par l'enlèvement de sa mère, le jeune homme, troublé, est cependant animé par un désir de vengeance. Caine et lui partent à la recherche de sa mère enlevée.
22 (2-6) : L'Indienne (The Squaw Man)
Marcues est le bienvenu en ville à la condition qu'il ne vienne pas avec sa femme, qui est indienne. Caine va devoir l'aider à prendre conscience que la solution ne se trouve pas dans une bouteille de whisky et qu'il est des choses plus importantes que l'approbation d'autrui.
23 (2-7) : La Salamandre (The Salamander)
Caine débarque dans une ancienne ville minière, jadis prospère, et aujourd'hui abandonnée. Il y fait la connaissance d'un jeune homme dépressif et suicidaire à la recherche de son père. Travaillant par ailleurs pour le compte d'un vieil homme qui s'est résigné à creuser le restant de ses jours pour trouver de l'or, Caine fait le rapprochement avec le jeune garçon rencontré en ville. Le père et le fils retrouvés, Caine doit aussi se méfier d'un opportuniste, rodant près de la mine, tout en tentant de soigner les maux du jeune homme à l'esprit troublé.
24 (2-8) : Les Tongs (The Tong)
Caine accueille sous son toit un jeune esclave, qui s'est enfui de chez son maître. Pour le défendre, Caine devra se battre contre des criminels chinois qui font tout pour récupérer l'enfant.
25 (2-9) : Le Baptême du feu (The Soldier)
Caine est le témoin d'une attaque sanglante au cours de laquelle des officiers de l'armée sont tués par un gang de desperados. Seul rescapé, l'officier supérieur ne veut pas admettre qu'il est incapable de tuer quiconque. Pour ne pas être traité de lâche, le jeune capitaine, assailli par le poids du remords, fait de Caine son prisonnier. Ce dernier s'efforce alors de lui prouver qu'il y a d'autres moyens pour devenir un héros.
26 (2-10) : Les Hiboux (The Hoots)
Caine est l'hôte d'une étrange secte pacifiste, qui préfère tourner le dos à la modernité et à la société civile, vivre en autarcie, en communauté et dans le respect de la religion. Les membres de cette communauté puritaine sont la proie de voyous mal intentionnés, et font l'objet de persécutions à répétition. Caine va leur faire prendre conscience qu'ils peuvent changer, tout en restant eux-mêmes.
27 (2-11) : L'Élixir (The Elixir)
Caine vient au secours des vendeurs d'un élixir censé soigner tous les maux, pris au piège d'un foule hostile ; il gagne par cet acte la gratitude de Théodora, mais également le ressentiment et la jalousie de son partenaire.
28 (2-12) : Le Chasseur de primes (The Gunman)
Caine se lie d'amitié avec un bandit blessé et poursuivi par un chasseur de primes. Celui-ci insiste pour être conduit chez une femme, veuve, qu'il avait rencontrée pendant la Guerre de Sécession, et à qui il dit devoir 50 dollars.
29 (2-13) : L'Esprit de la loi (Empty Pages of a Dead Book)
Caine fait la connaissance d'un jeune ranger du Texas, déterminé à capturer coûte que coûte, un à un, tous les bandits que son père, ancien ranger, avait répertoriés dans un petit carnet, cela afin d'honorer la mémoire de son père. Le jeune ranger croise un ancien hors-la-loi. Bien que le jeune homme justifie ses actes par le respect de la loi, ses bonnes intentions fondées sur de mauvais principes vont très rapidement lui apporter des ennuis, ainsi qu'à Caine.
30 (2-14) : Le Pendu (A Dream Within a Dream)
Caine raconte qu'il a vu le corps d'un homme pendu dans les marécages, mais personne en ville ne le croit et aucun corps n'est retrouvé. Cependant, les habitants ont tous l'air particulièrement nerveux.
31 (2-15) : Les Chemins de la violence (The Way of Violence Has No Mind)
Caine croise sur sa route un gang d'immigrés chinois, dirigés par le capitaine Lee. Les trois acolytes ont choisi la voie de la violence, en réaction aux discriminations et à l'hostilité générale des Blancs envers les étrangers. Une de leurs victimes, un homme d'affaires important, est bien décidé à se rendre justice lui-même, en offrant une récompense à tous ceux qui seraient susceptibles de capturer le trio. Caine se joint au trio tant redouté, tout en tentant de les convaincre que les chemins de la violence n'ont pas d'issue.
32 (2-16) : Les Fourmis (In Uncertain Bondage)
Une riche et belle héritière est attirée dans un guet-apens par ses domestiques. De passage, Caine devient aussi leur otage. Enlevés tous deux par les ravisseurs, qui réclament une rançon, ils sont retenus prisonniers dans une fosse profonde, dont ils ne peuvent s'échapper.
33 (2-17) : La Nuit des hiboux (Night of the Owls, Day of the Doves)
Caine devient le protecteur d'un groupe de jeunes prostituées, à qui ont été léguées des terres. Mais des malfrats, regroupés au sein d'une organisation mafieuse, sont intéressés par cette récente acquisition, et vont tout mettre en œuvre pour faire main basse sur ce fameux lot.
34 (2-18) : Le Serment (Crossties), avec en invité Harrison Ford
Caine se retrouve au milieu d'un conflit armé entre des fermiers et les agents de sécurité d'une compagnie ferroviaire. Il tente de convaincre les fermiers d'accepter une offre d'amnistie et d'empêcher les agents de se servir de cette amnistie pour les piéger.
35 (2-19) : Le Grand Amour de Chen Yi (The Passion of Chen Yi)
Étant dans l'incapacité de rendre visite à un des anciens disciples injustement emprisonné, Caine décide de commettre un crime pour pouvoir le retrouver derrière les barreaux. Peut-être parviendra-t-il ainsi à résoudre un vieux malentendu et à lui rendre sa liberté.
36 (2-20) : La Sentence (The Arrogant Dragon)
Le jugement est clair : Wu Chang devra se donner la mort, ou c'est un bourreau des Tong qui s'en chargera. Mais Caine entrevoit une 3e option : Wu Chang devra simuler sa mort et ainsi échapper aux Tong.
37 (2-21) : Pour une poignée d'or (The Nature of Evil)
Un tueur tient la ville de Nineveh dans la terreur et seul un vieux prêtre aveugle nommé Serenity Johnson (John Carradine) et son vieil ami Caine osent s'opposer à lui.
38 (2-22) : Le Cénotaphe (The Cenotaph), 1re partie
Logan McBurney attaque un convoi qui transporte de l'or pour s'emparer d'une énorme boîte dans laquelle, selon lui, se trouve le corps de sa femme. Alors qu'il l'accompagne, la dévotion de cet excentrique Écossais amène Caine à se remémorer quelques souvenirs.
39 (2-23) : Le Cénotaphe (The Cenotaph), 2e partie
Qu'y a-t-il réellement dans cette fameuse boîte ? Qu'en est-il de la relation entre Caine et Mayli ? Et McBurney comprendra-t-il un jour que le tao n'est pas une vache ?

### Troisième saison (1974-1975)
1. Un cri dans la nuit (Cry of the Night Beast)
2. Frères de cœur (My Brother, My Executioner)
3. Au-delà de la peur (The Valley of Terror)
4. Le Pardon (A Small Beheading)
5. Les Rapaces (The Predators)
6. L'Image fugitive (The Vanishing Image)
7. Le Sang du dragon (Blood of the Dragon), 1re partie
8. Le Sang du dragon (Blood of the Dragon), 2e partie
9. Le Dieu démon (The Demon God)
10. Duel à mort (The Devil's Champion)
11. L'Habit de la vengeance (The Garments of Rage)
12. Le Temple assiégé (Besieged), 1re partie
13. Le Temple assiégé (Besieged), 2e partie
14. L'Agneau du sacrifice (A Lamb to the Slaughter)
15. La Porte des ténèbres (One Step to Darkness)
16. Le Prince des voleurs (The Thief of Chendo)
17. L'Hymne à la lumière (Battle Hymn)
18. Le Royaume interdit (The Forbidden Kingdom)
19. Le Dernier Raid (The Last Raid)
20. La Fiancée aux lingots (Ambush)
21. Jeux barbares (Barbary House), 1re partie
22. Jeux barbares (Flight to Orion), 2e partie
23. Les Frères Caine (The Brothers Caine)
24. Le Point de départ (Full Circle)

## Diffusions
En France, la série a été diffusée à partir du 13 avril 1974 sur la deuxième chaîne de l'ORTF. Rediffusion à partir de février 1975 dans Samedi est à vous sur TF1. Puis, à partir du 17 juin 1987 dans Vive la télé sur La Cinq. La série a été rediffusée dans son intégralité sur la chaîne française câblée AB1 durant la première partie de l'année 2000. La chaîne du câble Festival (future France 4) a rediffusé pour la dernière fois la série en 2004 avec seulement les deux premières saisons.

## DVD
Chez Warner
- Saison 1 : Coffret intégrale : 2 juin 2004 (Avec l'épisode pilote en version originale sous-titrée français)
- Saison 2 : Coffret partie 1 le 9 décembre 2004 + Coffret partie 2 le 9 décembre 2004 + Coffret intégrale saison 2 le 8 février 2006
- Saison 3 : Warner n'a jamais sorti la saison 3 en DVD en France. Elle est cependant disponible en version originale sous-titrée anglais, français, et espagnol (Zone 1).

## Commentaires
En raison de son format de 71 minutes, le pilote de la série n'a jamais été doublé ni diffusé en France. Il faudra attendre la sortie de la série en DVD en 2004 pour le découvrir en version originale sous-titrée en français.
- Le mérite du concept de cette série revient à Bruce Lee qui voulait diffuser l'esprit des arts martiaux aux États-Unis et casser l'image de violence qui y était associée. Il comptait tenir le rôle de Kwai Chang Caine, mais les producteurs, pensant que le public américain n'était pas prêt à accepter sur les écrans un comédien asiatique dans un rôle-titre, ont opté pour David Carradine qui pourtant ne connaissait rien aux arts martiaux. On peut également y voir les apparitions de Mako, Jodie Foster, Gary Busey, Don Johnson, Anne Francis, Harrison Ford, William Shatner, James Hong, Sondra Locke, Stefanie Powers, Barbara Hershey et Leslie Nielsen.